# Mycoplasma pullorum
Mycoplasma pullorum è una specie di batterio appartenente alla famiglia delle Mycoplasmataceae.